# Noiz
NOIZ（ノイズ）は、日本、台湾、ワルシャワを拠点とする建築設計事務所。2007年に東京オフィス、2009年に台北オフィス、2020年にワルシャワオフィスを設立。2014年に建築情報学研究プラットフォーム・NOIZ EaR (NOIZ Experiments and Research)を開設。企業とのリサーチ・プロダクト開発にも関わっている。

## 主な人物
豊田啓介（とよだ けいすけ） - 千葉県生まれ。1996年、東京大学工学部建築学科卒業。1996年-2000年、安藤忠雄建築研究所勤務。 2002年、コロンビア大学大学院建築計画歴史保存学部（GSAPP)修士課程（ADD)修了。2002年-2006年、SHoP Architects（ニューヨーク）勤務。2007年、noiz architectsを蔡佳萱と設立。デジタル技術を応用した建築やプロダクトのデザインを中心にインスタレーション、コンサルティングなどを国内外で行う。2017年、建築・都市文脈でのテクノロジーベースのコンサルティングプラットフォーム gluon を、金田充弘と共同で設立。
2025年大阪・関西国際博覧会 誘致会場計画アドバイザー（2017年～2018年）。建築情報学会副会長（2020年～）。大阪コモングラウンド・リビングラボ　アドバイザー（2020年～）。2021年より東京大学生産技術研究所特任教授。 
「WIRED Audi INNOVATION AWARD 2016」Innovator受賞。
蔡佳萱（Tsai, Jia-Shuan）台北市生まれ。1999年、ロードアイランド造形大学（RISD)建築学科卒業。1999年-2001年、Suben Dougherty Partnership勤務。2002年、コロンビア大学大学院建築計画歴史保存学部（GSAPP)修士課程（ADD)修了。2002年-2005年、David Hu Architects勤務。2005年-2006年、Studio Sofield勤務。2007年、noiz architectsパートナー。
酒井康介（さかい こうすけ）東京都生まれ。2002年、東京大学工学部建築学科卒業。2002年-2010年、安藤忠雄建築研究所。2010年より 酒井康介建築設計事務所 を主宰。インテリア、個人住宅、商業施設、宗教施設、集合住宅、オフィスビル、ホテル、大規模複合施設などを、日本・米国を中心に手掛ける。2016年、noiz architectsパートナー。

## 主な作品
- 2007年　ウィルクハーン日本支社・ショールーム（東京・日本）[4]
- 2011年　AKRI GALLERIA（台北・台湾））[5]
- 2012年　Rui-An Apartment + Pipe Chandelier[6]
- 2012年　鄭州のクラブハウス（鄭州・中国）[7]
- 2012年　MoNTUE (国立台北教育大学北師美術館)「序曲展」（台北・台湾）[8]
- 2012年　ワイヤフレーム・ファニチャー[8]
- 2014年　Flipmata / 城一裕・Whyixdと協同）（台北・台湾）[9]
- 2014年　NTCRI (国立台湾工藝研究発展中心工藝設計館)「國際天然染工藝設計展」（台北・台湾）
- 2014年　エルメス台湾ウィンドウディスプレイ（台湾）
- 2015年　ITRI (工業技術研究院) / Bio Formosanaと協同（南投・台湾）
- 2015年　ヴォロノイ分割による多角形畳のオンラインカスタムデザイン＋制作システム[10][11]
- 2015年　彭薇（Peng Wei） 個展（台湾歴史博物館）（台北・台湾）
- 2017年　SHIBUYA CAST.（渋谷キャスト）デザイン監修（ファサード・ランドスケープ）[12]
- 2017年　BRIDGE TERMINAL－ソニーシティ大崎（NBF大崎ビル）[13]
- 2017年　Harmonized Chequered Pattern Sequence [noiz + Junichiro Horikawa] 野老朝雄展「CONNECT」に出展

## 受賞
- 2016年 Wold Interiors Awards（WIN Awards) 2016「國際天然染工藝設計展」空間デザイン部門大賞授賞
- 2016年 中華民国（台湾）行政院文化部主催　The Fifth Public Arts Award 「Central Taiwan Innovation Campus, MOEA, Public Art Installation Project」授賞

## 研究・教育
- 2010年　GSAPP+UTDA Summer Workshop "Digital Teahouse"(コロンビア大学建築学部＋東京大学建築学科合同ワークショップ）[14]

## 著書
- Rhinoceros + Grasshopper 建築デザイン実践ハンドブック第2版/ノイズ・アーキテクツ 編著/彰国社/ISBN：978-4-395-24123-1[15]
- Rhinoceros + Grasshopper 建築デザイン実践ハンドブック第3版/ノイズ・アーキテクツ 編著/彰国社/ISBN：978-4-395-32134-6[16]

## テレビ出演
- 2018年　DESIGN TALKS plus Digital[NHK WORLD TV]